# Reserva del Presidente
Reserva del Presidente è una marca di sigari prodotti in Nicaragua.

## Storia
L'azienda è una delle più recenti introdotti nel panorama dei sigari non cubani. È stata fondata nel 2003 da Jack Lang. L'azienda fa uso di fascia e sottofascia nazionali, mentre il tabacco del ripieno è solo in parte di produzione nazionale, arrivando anche da Messico e Repubblica Dominicana.

## Prodotti
- Año 2003 Serie 2 (170 mm x 20 mm)
- Año 2004 Serie 1 (150 mm x 23 mm)
- Año 2005 Serie 1 (153 mm x 23 mm)